# روبن هازل
روبن هازل (بالإنجليزية: Reuben Hazell)‏ هو لاعب كرة قدم بريطاني في مركز الدفاع، ولد في 24 أبريل 1979 في برمنغهام في المملكة المتحدة. لعب مع أستون فيلا وأولدهام أثلتيك وشروزبري تاون وكيدرمينستر هاريرز ونادي ترانمير روفرز ونادي تشيسترفيلد ونادي توركي يونايتد.

## وصلات خارجية
- روبن هازل على موقع قاعدة بيانات كرة القدم.إي يو (الإنجليزية)
- روبن هازل على موقع Soccerbase.com (لاعب) (الإنجليزية)